# Los Reyes Elfos
Los Reyes Elfos es una serie de cómic fantástico, creada por Víctor Santos en 2000 y basada en una idea original del propio Víctor y Jordi Bayarri.
Sus aventuras de corte épico se basan en la mitología nórdica, con reminiscencias de Tolkien, mientras que su estilo gráfico se muestra deudor de Mike Mignola, Frank Miller y Bruce Timm.
La serie tuvo una gran acogida, convirtiéndose en la estrella de la editorial 7 Monos y pasando después a Dude Comics y Dolmen. Para su autor supuso además el premio al Autor Revelación en el Salón del Cómic de Barcelona del 2003, además de triunfar en los de votación popular.

## Títulos
| La saga de Ehren Heldentodsson | La saga de Ehren Heldentodsson      | La saga de Ehren Heldentodsson | La saga de Ehren Heldentodsson |
| Año                            | Título                              | Edición                        |                                |
| ------------------------------ | ----------------------------------- | ------------------------------ | ------------------------------ |
| 2000                           | Prólogo: El señor de Alfheim        | 7 Monos / Dude Cómics          |                                |
| 2002                           | Parte 1: La Emperatriz del hielo    | Dude Cómics / Dolmen Editorial |                                |
| 2003                           | Parte 2: La espada de los inocentes | Dude Cómics                    |                                |
| 2005                           | Parte 3: Hasta los dioses mueren    | Dolmen Editorial               |                                |

| Los cuentos perdidos | Los cuentos perdidos                        | Los cuentos perdidos       | Los cuentos perdidos |
| Año                  | Título                                      | Edición                    |                      |
| -------------------- | ------------------------------------------- | -------------------------- | -------------------- |
| 2001 / 2005          | La doncella y los lobos (y otras historias) | 7 Monos / Dolmen editorial |                      |
| 2006                 | Historias de Faerie                         | Dolmen Editorial           |                      |
| 2008                 | Historias de Faerie II                      | Dolmen editorial           |                      |
| 2011                 | Historias de Faerie III                     | Dolmen Editorial           |                      |

| Héroes y Villanos | Héroes y Villanos                  | Héroes y Villanos | Héroes y Villanos |
| Año               | Título                             | Edición           |                   |
| ----------------- | ---------------------------------- | ----------------- | ----------------- |
| 2009              | Glirenn, reina de los elfos negros | Dolmen editorial  |                   |
| 2011              | Dreide                             | Dolmen Editorial  |                   |

## Pin-ups
A lo largo de las diferentes publicaciones, han colaborado con Pin-ups desde reconocidos autores del cómic español hasta amigos del autor. Algunos de ellos son:
Sagar, Oriol Roca, Quim Bou, Carla Berrocal, Joan Fuster, Pedro Camello, David Lafuente, Enrique V. Vegas, Sergio Bleda, Tirso Cons, Alberto Hernández, David Ramírez, Gerardo Sanz y Rafa Vargas entre otros.